# Aminatou Gaoh
Pour les articles homonymes, voir Gaoh.
Aminatou Batouré Gaoh (née le 31 décembre 1961 à Kiéché) est une diplomate nigérienne.

## Biographie
Aminatou Gaoh fréquente l'université Abdou-Moumouni de Niamey, où elle obtient une licence et une maîtrise en droit privé. Elle étudie également le droit des affaires internationales à l'Université Paris V. À partir de 1994, Aminatou occupe divers postes de direction au ministère nigérien des Affaires étrangères et de la Coopération, d'abord comme chef du département des ressources humaines, de 1995 à 1998 comme chef du département du Conseil économique et social et de 2000 à 2002 en tant que responsable du département Afrique. En 2002, elle rejoint l'ambassade du Niger à Paris, où elle travaille comme conseillère en matière d'affaires économiques, commerciales et culturelles et de coopération décentralisée. Elle travaille ensuite de 2010 à 2011 comme directrice des services de la coopération décentralisée ainsi que des organisations non gouvernementales et de l'assemblée des délégués au ministère des Affaires étrangères et de la Coopération.
Le 24 février 2012, Aminatou est accréditée comme ambassadrice du Niger en Allemagne, sa résidence officielle étant à Berlin. Elle est également accréditée comme ambassadrice en Suède à partir du 25 octobre 2012, au Danemark à partir du 16 novembre 2012, en Norvège à partir du 29 novembre 2012, auprès du Saint-Siège à partir du 13 décembre 2012, du 14 novembre 2013 en Finlande et du 13 janvier 2015 en Pologne. Son successeur comme ambassadeur du Niger en Allemagne est Boubacar Boureima (de) le 2 mars 2016.

## Vie privée
Aminatou Gaoh est mariée et mère d'un fils.

## Distinctions
En 2017 Aminatou Gaoh est décorée de la Grand-Croix de l'Ordre du Mérite de la République fédérale d'Allemagne. Elle s'exprime alors pour souligner que « cette distinction est assurément celle du peuple nigérien (...) cet hommage rendu à ma modeste personne est un honneur fait à la coopération germano-nigérienne qui a connu un essor considérable depuis l'avènement de la Vllème République du Niger ».